# Thuế tiêu thụ đặc biệt
Thuế tiêu thụ đặc biệt là loại thuế gián thu đánh vào một số hàng hóa đặc biệt do các doanh nghiệp sản xuất và tiêu thụ tại. Thuế này do các cơ sở trực tiếp sản xuất ra hàng hoá đó nộp nhưng người tiêu dùng là người chịu thuế vì thuế được cộng vào giá bán.

## Đối tượng chịu thuế

### Ở Việt Nam
- Hàng hóa
  - Xe ô tô dưới 24 chỗ, kể cả xe ô tô vừa chở người, vừa chở hàng loại có từ hai hàng ghế trở lên, có thiết kế vách ngăn cố định giữa khoang chở người và khoang chở hàng (40%)
  - Xăng các loại
  - Điều hoà nhiệt độ công suất từ 90.000 BTU trở xuống
  - Thuốc lá 65%
  - Rượu: 
    - <20 độ 35%
    - >20 độ 65%

  - Bia 65%
  - Xe mô tô hai bánh, xe mô tô ba bánh có dung tích xi lanh trên 125cm3
  - Máy bay, du thuyền
  - Bài lá
  - Vàng mã, hàng mã.
- Dịch vụ
  - Kinh doanh vũ trường
  - Kinh doanh massage, karaoke
  - Kinh doanh casino; trò chơi điện tử có thưởng bao gồm trò chơi bằng máy jackpot, máy slot (máy đánh bạc) và các loại máy tương tự
  - Kinh doanh đặt cược
  - Kinh doanh golf bao gồm bán thẻ hội viên, vé chơi golf
  - Kinh doanh xổ số.